# Хон Гильдон (персонаж)
Хон Гильдон — персонаж корейского эпоса, впервые появившийся в средневековом корейском романе «Сказание о Хон Гильдоне» (кор. 홍길동전?, 洪吉童傳?), написанном в эпоху Династии Чосон. Автор романа — Хо Гюн, примерное время написания — конец XVI — начало XVII века. Современные критики проводят параллели между Хон Гильдоном и героем английского эпоса Робин Гудом, поскольку оба этих персонажа были защитниками бедноты.
Автор романа, Хо Гюн (кор. 허균) родился в интеллигентной конфуцианской семье. Его сводный брат, Хо Сон был известным поэтом, сестра Хо Нансольхон также была поэтессой и художником.
Имя Хон Гильдон часто употребляется в Корее как экземплификант, наподобие Джона Доу в США.

## История о Хон Гильдоне
Хон Гильдон был незаконнорождённым ребёнком в семье аристократа. Семья не принимала его. Его отец, услышав от шамана, что его внебрачный сын несёт проклятье, попытался убить Хон Гильдона, но потерпел неудачу. Хон Гильдон, шокированный и опечаленный поступком отца, сбежал из дома и стал главарём шайки разбойников. Его банда грабила богатых людей и раздавала добро беднякам, поэтому его популярность среди простого народа росла, а официальные власти объявили его в розыск. Национальная гвардия предприняла множество неудачных попыток схватить Хон Гильдона, после чего ему предложили работу в качестве военного министра. Хон Гильдон согласился. Приняв пост, Хон Гильдон некоторое время наслаждался благами жизни знатного воеводы, однако вскоре понял, что простые люди всё ещё страдают от притеснений со стороны богачей. В поисках правды он отправился в Нанкин. По дороге Хон Гильдону встретилось племя людей юльдо, страдающих под гнётом расы демонов. Хон Гильдон победил демонов и стал ваном юльдо, где и правил счастливо до самой смерти.

## В искусстве
В 1986 году в Северной Корее сняли фильм «Хон Гильдон». Фильм демонстрировался в СССР. В 2009 году Южная Корея сняла фильм «Потомки Хон Гиль Дона». В 2008 году в Южной Корее сняли исторический сериал «Хон Гиль Дон — легенда о честном воре» (https://doramalive.ru/dorama/sharp_blade_hong_gil_dong/), а в 2017 году - сериал «Бунтарь Хон Гиль Дон» (https://dorama.love/watch/buntar-hon-gil-don).